# Macedonisch handbalteam (vrouwen)
Het Macedonisch handbalteam is het nationale team van Noord-Macedonië voor vrouwen. Het team vertegenwoordigt de Macedonische Handbalfederatie.

## Resultaten

### Olympische Spelen
| Olympische Spelen | Olympische Spelen                                                  | Olympische Spelen                                                  | Olympische Spelen                                                  | Olympische Spelen                                                  | Olympische Spelen                                                  | Olympische Spelen                                                  | Olympische Spelen                                                  | Olympische Spelen                                                  |
| Jaar (teams)      | Resultaat                                                          | Wed                                                                | W                                                                  | G                                                                  | V                                                                  | DV                                                                 | DT                                                                 | DS                                                                 |
| ----------------- | ------------------------------------------------------------------ | ------------------------------------------------------------------ | ------------------------------------------------------------------ | ------------------------------------------------------------------ | ------------------------------------------------------------------ | ------------------------------------------------------------------ | ------------------------------------------------------------------ | ------------------------------------------------------------------ |
| 1976 (6)          | Onderdeel van Joegoslavië (niet gekwalificeerd)                    | Onderdeel van Joegoslavië (niet gekwalificeerd)                    | Onderdeel van Joegoslavië (niet gekwalificeerd)                    | Onderdeel van Joegoslavië (niet gekwalificeerd)                    | Onderdeel van Joegoslavië (niet gekwalificeerd)                    | Onderdeel van Joegoslavië (niet gekwalificeerd)                    | Onderdeel van Joegoslavië (niet gekwalificeerd)                    | Onderdeel van Joegoslavië (niet gekwalificeerd)                    |
| 1980 (6)          | Onderdeel van Joegoslavië (gekwalificeerd)                         | Onderdeel van Joegoslavië (gekwalificeerd)                         | Onderdeel van Joegoslavië (gekwalificeerd)                         | Onderdeel van Joegoslavië (gekwalificeerd)                         | Onderdeel van Joegoslavië (gekwalificeerd)                         | Onderdeel van Joegoslavië (gekwalificeerd)                         | Onderdeel van Joegoslavië (gekwalificeerd)                         | Onderdeel van Joegoslavië (gekwalificeerd)                         |
| 1984 (6)          | Onderdeel van Joegoslavië (gekwalificeerd)                         | Onderdeel van Joegoslavië (gekwalificeerd)                         | Onderdeel van Joegoslavië (gekwalificeerd)                         | Onderdeel van Joegoslavië (gekwalificeerd)                         | Onderdeel van Joegoslavië (gekwalificeerd)                         | Onderdeel van Joegoslavië (gekwalificeerd)                         | Onderdeel van Joegoslavië (gekwalificeerd)                         | Onderdeel van Joegoslavië (gekwalificeerd)                         |
| 1988 (8)          | Onderdeel van Joegoslavië (gekwalificeerd)                         | Onderdeel van Joegoslavië (gekwalificeerd)                         | Onderdeel van Joegoslavië (gekwalificeerd)                         | Onderdeel van Joegoslavië (gekwalificeerd)                         | Onderdeel van Joegoslavië (gekwalificeerd)                         | Onderdeel van Joegoslavië (gekwalificeerd)                         | Onderdeel van Joegoslavië (gekwalificeerd)                         | Onderdeel van Joegoslavië (gekwalificeerd)                         |
| 1992 (8)          | Onderdeel van Joegoslavië (gekwalificeerd, maar later uitgesloten) | Onderdeel van Joegoslavië (gekwalificeerd, maar later uitgesloten) | Onderdeel van Joegoslavië (gekwalificeerd, maar later uitgesloten) | Onderdeel van Joegoslavië (gekwalificeerd, maar later uitgesloten) | Onderdeel van Joegoslavië (gekwalificeerd, maar later uitgesloten) | Onderdeel van Joegoslavië (gekwalificeerd, maar later uitgesloten) | Onderdeel van Joegoslavië (gekwalificeerd, maar later uitgesloten) | Onderdeel van Joegoslavië (gekwalificeerd, maar later uitgesloten) |
| 1996 (8)          | Uitgesloten van deelname aan de kwalificatie                       | Uitgesloten van deelname aan de kwalificatie                       | Uitgesloten van deelname aan de kwalificatie                       | Uitgesloten van deelname aan de kwalificatie                       | Uitgesloten van deelname aan de kwalificatie                       | Uitgesloten van deelname aan de kwalificatie                       | Uitgesloten van deelname aan de kwalificatie                       | Uitgesloten van deelname aan de kwalificatie                       |
| 2000 (10)         | Niet gekwalificeerd                                                | Niet gekwalificeerd                                                | Niet gekwalificeerd                                                | Niet gekwalificeerd                                                | Niet gekwalificeerd                                                | Niet gekwalificeerd                                                | Niet gekwalificeerd                                                | Niet gekwalificeerd                                                |
| 2004 (10)         | Niet gekwalificeerd                                                | Niet gekwalificeerd                                                | Niet gekwalificeerd                                                | Niet gekwalificeerd                                                | Niet gekwalificeerd                                                | Niet gekwalificeerd                                                | Niet gekwalificeerd                                                | Niet gekwalificeerd                                                |
| 2008 (12)         | Niet gekwalificeerd                                                | Niet gekwalificeerd                                                | Niet gekwalificeerd                                                | Niet gekwalificeerd                                                | Niet gekwalificeerd                                                | Niet gekwalificeerd                                                | Niet gekwalificeerd                                                | Niet gekwalificeerd                                                |
| 2012 (12)         | Niet gekwalificeerd                                                | Niet gekwalificeerd                                                | Niet gekwalificeerd                                                | Niet gekwalificeerd                                                | Niet gekwalificeerd                                                | Niet gekwalificeerd                                                | Niet gekwalificeerd                                                | Niet gekwalificeerd                                                |
| 2016 (12)         | Niet gekwalificeerd                                                | Niet gekwalificeerd                                                | Niet gekwalificeerd                                                | Niet gekwalificeerd                                                | Niet gekwalificeerd                                                | Niet gekwalificeerd                                                | Niet gekwalificeerd                                                | Niet gekwalificeerd                                                |
| 2020 (12)         | Niet gekwalificeerd                                                | Niet gekwalificeerd                                                | Niet gekwalificeerd                                                | Niet gekwalificeerd                                                | Niet gekwalificeerd                                                | Niet gekwalificeerd                                                | Niet gekwalificeerd                                                | Niet gekwalificeerd                                                |
| Totaal            | 0/6                                                                | 0                                                                  | 0                                                                  | 0                                                                  | 0                                                                  | 0                                                                  | 0                                                                  | 0                                                                  |

 Kampioenen   Runners-up   Derde plaats   Vierde plaats

### Wereldkampioenschap
| Wereldkampioenschap | Wereldkampioenschap                                                | Wereldkampioenschap                                                | Wereldkampioenschap                                                | Wereldkampioenschap                                                | Wereldkampioenschap                                                | Wereldkampioenschap                                                | Wereldkampioenschap                                                | Wereldkampioenschap                                                |
| Jaar                | Resultaat                                                          | Wed                                                                | W                                                                  | G                                                                  | V                                                                  | DV                                                                 | DT                                                                 | DS                                                                 |
| ------------------- | ------------------------------------------------------------------ | ------------------------------------------------------------------ | ------------------------------------------------------------------ | ------------------------------------------------------------------ | ------------------------------------------------------------------ | ------------------------------------------------------------------ | ------------------------------------------------------------------ | ------------------------------------------------------------------ |
| 1957                | Onderdeel van Joegoslavië (gekwalificeerd)                         | Onderdeel van Joegoslavië (gekwalificeerd)                         | Onderdeel van Joegoslavië (gekwalificeerd)                         | Onderdeel van Joegoslavië (gekwalificeerd)                         | Onderdeel van Joegoslavië (gekwalificeerd)                         | Onderdeel van Joegoslavië (gekwalificeerd)                         | Onderdeel van Joegoslavië (gekwalificeerd)                         | Onderdeel van Joegoslavië (gekwalificeerd)                         |
| 1962                | Onderdeel van Joegoslavië (gekwalificeerd)                         | Onderdeel van Joegoslavië (gekwalificeerd)                         | Onderdeel van Joegoslavië (gekwalificeerd)                         | Onderdeel van Joegoslavië (gekwalificeerd)                         | Onderdeel van Joegoslavië (gekwalificeerd)                         | Onderdeel van Joegoslavië (gekwalificeerd)                         | Onderdeel van Joegoslavië (gekwalificeerd)                         | Onderdeel van Joegoslavië (gekwalificeerd)                         |
| 1965                | Onderdeel van Joegoslavië (gekwalificeerd)                         | Onderdeel van Joegoslavië (gekwalificeerd)                         | Onderdeel van Joegoslavië (gekwalificeerd)                         | Onderdeel van Joegoslavië (gekwalificeerd)                         | Onderdeel van Joegoslavië (gekwalificeerd)                         | Onderdeel van Joegoslavië (gekwalificeerd)                         | Onderdeel van Joegoslavië (gekwalificeerd)                         | Onderdeel van Joegoslavië (gekwalificeerd)                         |
| 1971                | Onderdeel van Joegoslavië (gekwalificeerd)                         | Onderdeel van Joegoslavië (gekwalificeerd)                         | Onderdeel van Joegoslavië (gekwalificeerd)                         | Onderdeel van Joegoslavië (gekwalificeerd)                         | Onderdeel van Joegoslavië (gekwalificeerd)                         | Onderdeel van Joegoslavië (gekwalificeerd)                         | Onderdeel van Joegoslavië (gekwalificeerd)                         | Onderdeel van Joegoslavië (gekwalificeerd)                         |
| 1973                | Onderdeel van Joegoslavië (gekwalificeerd)                         | Onderdeel van Joegoslavië (gekwalificeerd)                         | Onderdeel van Joegoslavië (gekwalificeerd)                         | Onderdeel van Joegoslavië (gekwalificeerd)                         | Onderdeel van Joegoslavië (gekwalificeerd)                         | Onderdeel van Joegoslavië (gekwalificeerd)                         | Onderdeel van Joegoslavië (gekwalificeerd)                         | Onderdeel van Joegoslavië (gekwalificeerd)                         |
| 1975                | Onderdeel van Joegoslavië (gekwalificeerd)                         | Onderdeel van Joegoslavië (gekwalificeerd)                         | Onderdeel van Joegoslavië (gekwalificeerd)                         | Onderdeel van Joegoslavië (gekwalificeerd)                         | Onderdeel van Joegoslavië (gekwalificeerd)                         | Onderdeel van Joegoslavië (gekwalificeerd)                         | Onderdeel van Joegoslavië (gekwalificeerd)                         | Onderdeel van Joegoslavië (gekwalificeerd)                         |
| 1978                | Onderdeel van Joegoslavië (gekwalificeerd)                         | Onderdeel van Joegoslavië (gekwalificeerd)                         | Onderdeel van Joegoslavië (gekwalificeerd)                         | Onderdeel van Joegoslavië (gekwalificeerd)                         | Onderdeel van Joegoslavië (gekwalificeerd)                         | Onderdeel van Joegoslavië (gekwalificeerd)                         | Onderdeel van Joegoslavië (gekwalificeerd)                         | Onderdeel van Joegoslavië (gekwalificeerd)                         |
| 1982                | Onderdeel van Joegoslavië (gekwalificeerd)                         | Onderdeel van Joegoslavië (gekwalificeerd)                         | Onderdeel van Joegoslavië (gekwalificeerd)                         | Onderdeel van Joegoslavië (gekwalificeerd)                         | Onderdeel van Joegoslavië (gekwalificeerd)                         | Onderdeel van Joegoslavië (gekwalificeerd)                         | Onderdeel van Joegoslavië (gekwalificeerd)                         | Onderdeel van Joegoslavië (gekwalificeerd)                         |
| 1986                | Onderdeel van Joegoslavië (gekwalificeerd)                         | Onderdeel van Joegoslavië (gekwalificeerd)                         | Onderdeel van Joegoslavië (gekwalificeerd)                         | Onderdeel van Joegoslavië (gekwalificeerd)                         | Onderdeel van Joegoslavië (gekwalificeerd)                         | Onderdeel van Joegoslavië (gekwalificeerd)                         | Onderdeel van Joegoslavië (gekwalificeerd)                         | Onderdeel van Joegoslavië (gekwalificeerd)                         |
| 1990                | Onderdeel van Joegoslavië (gekwalificeerd)                         | Onderdeel van Joegoslavië (gekwalificeerd)                         | Onderdeel van Joegoslavië (gekwalificeerd)                         | Onderdeel van Joegoslavië (gekwalificeerd)                         | Onderdeel van Joegoslavië (gekwalificeerd)                         | Onderdeel van Joegoslavië (gekwalificeerd)                         | Onderdeel van Joegoslavië (gekwalificeerd)                         | Onderdeel van Joegoslavië (gekwalificeerd)                         |
| 1993                | Onderdeel van Joegoslavië (gekwalificeerd, maar later uitgesloten) | Onderdeel van Joegoslavië (gekwalificeerd, maar later uitgesloten) | Onderdeel van Joegoslavië (gekwalificeerd, maar later uitgesloten) | Onderdeel van Joegoslavië (gekwalificeerd, maar later uitgesloten) | Onderdeel van Joegoslavië (gekwalificeerd, maar later uitgesloten) | Onderdeel van Joegoslavië (gekwalificeerd, maar later uitgesloten) | Onderdeel van Joegoslavië (gekwalificeerd, maar later uitgesloten) | Onderdeel van Joegoslavië (gekwalificeerd, maar later uitgesloten) |
| 1995                | Uitgesloten van deelname aan de kwalificatie                       | Uitgesloten van deelname aan de kwalificatie                       | Uitgesloten van deelname aan de kwalificatie                       | Uitgesloten van deelname aan de kwalificatie                       | Uitgesloten van deelname aan de kwalificatie                       | Uitgesloten van deelname aan de kwalificatie                       | Uitgesloten van deelname aan de kwalificatie                       | Uitgesloten van deelname aan de kwalificatie                       |
| 1997                | 7de                                                                | 9                                                                  | 5                                                                  | 1                                                                  | 3                                                                  | 242                                                                | 239                                                                | +3                                                                 |
| 1999                | 8ste                                                               | 9                                                                  | 4                                                                  | 0                                                                  | 5                                                                  | 236                                                                | 234                                                                | +2                                                                 |
| 2001                | 21ste                                                              | 5                                                                  | 0                                                                  | 1                                                                  | 4                                                                  | 110                                                                | 145                                                                | –35                                                                |
| 2003                | Niet gekwalificeerd                                                | Niet gekwalificeerd                                                | Niet gekwalificeerd                                                | Niet gekwalificeerd                                                | Niet gekwalificeerd                                                | Niet gekwalificeerd                                                | Niet gekwalificeerd                                                | Niet gekwalificeerd                                                |
| 2005                | 15de                                                               | 5                                                                  | 2                                                                  | 1                                                                  | 2                                                                  | 149                                                                | 122                                                                | +27                                                                |
| 2007                | 12de                                                               | 8                                                                  | 2                                                                  | 1                                                                  | 5                                                                  | 208                                                                | 220                                                                | –12                                                                |
| 2009                | Niet gekwalificeerd                                                | Niet gekwalificeerd                                                | Niet gekwalificeerd                                                | Niet gekwalificeerd                                                | Niet gekwalificeerd                                                | Niet gekwalificeerd                                                | Niet gekwalificeerd                                                | Niet gekwalificeerd                                                |
| 2011                | Niet gekwalificeerd                                                | Niet gekwalificeerd                                                | Niet gekwalificeerd                                                | Niet gekwalificeerd                                                | Niet gekwalificeerd                                                | Niet gekwalificeerd                                                | Niet gekwalificeerd                                                | Niet gekwalificeerd                                                |
| 2013                | Niet gekwalificeerd                                                | Niet gekwalificeerd                                                | Niet gekwalificeerd                                                | Niet gekwalificeerd                                                | Niet gekwalificeerd                                                | Niet gekwalificeerd                                                | Niet gekwalificeerd                                                | Niet gekwalificeerd                                                |
| 2015                | Niet gekwalificeerd                                                | Niet gekwalificeerd                                                | Niet gekwalificeerd                                                | Niet gekwalificeerd                                                | Niet gekwalificeerd                                                | Niet gekwalificeerd                                                | Niet gekwalificeerd                                                | Niet gekwalificeerd                                                |
| 2017                | Niet gekwalificeerd                                                | Niet gekwalificeerd                                                | Niet gekwalificeerd                                                | Niet gekwalificeerd                                                | Niet gekwalificeerd                                                | Niet gekwalificeerd                                                | Niet gekwalificeerd                                                | Niet gekwalificeerd                                                |
| 2019                | Niet gekwalificeerd                                                | Niet gekwalificeerd                                                | Niet gekwalificeerd                                                | Niet gekwalificeerd                                                | Niet gekwalificeerd                                                | Niet gekwalificeerd                                                | Niet gekwalificeerd                                                | Niet gekwalificeerd                                                |
| 2021                | Niet gekwalificeerd                                                | Niet gekwalificeerd                                                | Niet gekwalificeerd                                                | Niet gekwalificeerd                                                | Niet gekwalificeerd                                                | Niet gekwalificeerd                                                | Niet gekwalificeerd                                                | Niet gekwalificeerd                                                |
| Totaal              | 5/13                                                               | 36                                                                 | 13                                                                 | 4                                                                  | 19                                                                 | 945                                                                | 960                                                                | –15                                                                |

 Kampioenen   Runners-up   Derde plaats   Vierde plaats

### Europees kampioenschap
| Europees kampioenschap | Europees kampioenschap                    | Europees kampioenschap                    | Europees kampioenschap                    | Europees kampioenschap                    | Europees kampioenschap                    | Europees kampioenschap                    | Europees kampioenschap                    | Europees kampioenschap                    | Europees kampioenschap                    |
| Jaar (teams)           | Resultaat                                 | Wed                                       | W                                         | G                                         | V                                         | DV                                        | DT                                        | DS                                        | Kwal                                      |
| ---------------------- | ----------------------------------------- | ----------------------------------------- | ----------------------------------------- | ----------------------------------------- | ----------------------------------------- | ----------------------------------------- | ----------------------------------------- | ----------------------------------------- | ----------------------------------------- |
| 1994 (12)              | Uitgesloten van deelname aan kwalificatie | Uitgesloten van deelname aan kwalificatie | Uitgesloten van deelname aan kwalificatie | Uitgesloten van deelname aan kwalificatie | Uitgesloten van deelname aan kwalificatie | Uitgesloten van deelname aan kwalificatie | Uitgesloten van deelname aan kwalificatie | Uitgesloten van deelname aan kwalificatie | Uitgesloten van deelname aan kwalificatie |
| 1996 (12)              | Niet gekwalificeerd                       | Niet gekwalificeerd                       | Niet gekwalificeerd                       | Niet gekwalificeerd                       | Niet gekwalificeerd                       | Niet gekwalificeerd                       | Niet gekwalificeerd                       | Niet gekwalificeerd                       | Niet gekwalificeerd                       |
| 1998 (12)              | 8ste                                      | 6                                         | 2                                         | 0                                         | 4                                         | 132                                       | 171                                       | −39                                       | (Kwal.)                                   |
| 2000 (12)              | 8ste                                      | 6                                         | 1                                         | 2                                         | 3                                         | 151                                       | 162                                       | −11                                       | (Kwal.)                                   |
| 2002 (16)              | Niet gekwalificeerd                       | Niet gekwalificeerd                       | Niet gekwalificeerd                       | Niet gekwalificeerd                       | Niet gekwalificeerd                       | Niet gekwalificeerd                       | Niet gekwalificeerd                       | Niet gekwalificeerd                       | Niet gekwalificeerd                       |
| 2004 (16)              | Niet gekwalificeerd                       | Niet gekwalificeerd                       | Niet gekwalificeerd                       | Niet gekwalificeerd                       | Niet gekwalificeerd                       | Niet gekwalificeerd                       | Niet gekwalificeerd                       | Niet gekwalificeerd                       | Niet gekwalificeerd                       |
| 2006 (16)              | 12de                                      | 6                                         | 1                                         | 0                                         | 5                                         | 138                                       | 167                                       | −29                                       | (Kwal.)                                   |
| 2008 (16)              | 7de                                       | 6                                         | 3                                         | 0                                         | 3                                         | 160                                       | 175                                       | −15                                       | (Gastland)                                |
| 2010 (16)              | Niet gekwalificeerd                       | Niet gekwalificeerd                       | Niet gekwalificeerd                       | Niet gekwalificeerd                       | Niet gekwalificeerd                       | Niet gekwalificeerd                       | Niet gekwalificeerd                       | Niet gekwalificeerd                       | Niet gekwalificeerd                       |
| 2012 (16)              | 16de                                      | 3                                         | 0                                         | 0                                         | 3                                         | 61                                        | 92                                        | −31                                       | (Kwal.)                                   |
| 2014 (16)              | Niet gekwalificeerd                       | Niet gekwalificeerd                       | Niet gekwalificeerd                       | Niet gekwalificeerd                       | Niet gekwalificeerd                       | Niet gekwalificeerd                       | Niet gekwalificeerd                       | Niet gekwalificeerd                       | Niet gekwalificeerd                       |
| 2016 (16)              | Niet gekwalificeerd                       | Niet gekwalificeerd                       | Niet gekwalificeerd                       | Niet gekwalificeerd                       | Niet gekwalificeerd                       | Niet gekwalificeerd                       | Niet gekwalificeerd                       | Niet gekwalificeerd                       | Niet gekwalificeerd                       |
| 2018 (16)              | Niet gekwalificeerd                       | Niet gekwalificeerd                       | Niet gekwalificeerd                       | Niet gekwalificeerd                       | Niet gekwalificeerd                       | Niet gekwalificeerd                       | Niet gekwalificeerd                       | Niet gekwalificeerd                       | Niet gekwalificeerd                       |
| 2020 (16)              | Niet gekwalificeerd                       | Niet gekwalificeerd                       | Niet gekwalificeerd                       | Niet gekwalificeerd                       | Niet gekwalificeerd                       | Niet gekwalificeerd                       | Niet gekwalificeerd                       | Niet gekwalificeerd                       | Niet gekwalificeerd                       |
| 2022 (16)              | 16de                                      | 3                                         | 0                                         | 0                                         | 3                                         | 52                                        | 85                                        | −33                                       | (Gastland)                                |
| Totaal                 | 6/15                                      | 30                                        | 7                                         | 2                                         | 21                                        | 694                                       | 852                                       | −158                                      |                                           |

 Kampioenen   Runners-up   Derde plaats   Vierde plaats

### Middellandse Zeespelen
De Middellandse Zeespelen is een sportevenement voor landen die een kust hebben aan de Middellandse Zee, en voor enkele andere landen die in de buurt van de zee liggen.
| Middellandse Zeespelen | Middellandse Zeespelen    | Middellandse Zeespelen    | Middellandse Zeespelen    | Middellandse Zeespelen    | Middellandse Zeespelen    | Middellandse Zeespelen    | Middellandse Zeespelen    | Middellandse Zeespelen    |
| Jaar                   | Resultaat                 | Wed                       | W                         | G                         | V                         | DV                        | DT                        | DS                        |
| ---------------------- | ------------------------- | ------------------------- | ------------------------- | ------------------------- | ------------------------- | ------------------------- | ------------------------- | ------------------------- |
| 1979                   | Onderdeel van Joegoslavië | Onderdeel van Joegoslavië | Onderdeel van Joegoslavië | Onderdeel van Joegoslavië | Onderdeel van Joegoslavië | Onderdeel van Joegoslavië | Onderdeel van Joegoslavië | Onderdeel van Joegoslavië |
| 1983                   | Onderdeel van Joegoslavië | Onderdeel van Joegoslavië | Onderdeel van Joegoslavië | Onderdeel van Joegoslavië | Onderdeel van Joegoslavië | Onderdeel van Joegoslavië | Onderdeel van Joegoslavië | Onderdeel van Joegoslavië |
| 1987                   | Onderdeel van Joegoslavië | Onderdeel van Joegoslavië | Onderdeel van Joegoslavië | Onderdeel van Joegoslavië | Onderdeel van Joegoslavië | Onderdeel van Joegoslavië | Onderdeel van Joegoslavië | Onderdeel van Joegoslavië |
| 1991                   | Onderdeel van Joegoslavië | Onderdeel van Joegoslavië | Onderdeel van Joegoslavië | Onderdeel van Joegoslavië | Onderdeel van Joegoslavië | Onderdeel van Joegoslavië | Onderdeel van Joegoslavië | Onderdeel van Joegoslavië |
| 1993                   | Niet deelgenomen          | Niet deelgenomen          | Niet deelgenomen          | Niet deelgenomen          | Niet deelgenomen          | Niet deelgenomen          | Niet deelgenomen          | Niet deelgenomen          |
| 1997                   | Niet deelgenomen          | Niet deelgenomen          | Niet deelgenomen          | Niet deelgenomen          | Niet deelgenomen          | Niet deelgenomen          | Niet deelgenomen          | Niet deelgenomen          |
| 2001                   | Niet deelgenomen          | Niet deelgenomen          | Niet deelgenomen          | Niet deelgenomen          | Niet deelgenomen          | Niet deelgenomen          | Niet deelgenomen          | Niet deelgenomen          |
| 2005                   | Niet deelgenomen          | Niet deelgenomen          | Niet deelgenomen          | Niet deelgenomen          | Niet deelgenomen          | Niet deelgenomen          | Niet deelgenomen          | Niet deelgenomen          |
| 2009                   | Niet deelgenomen          | Niet deelgenomen          | Niet deelgenomen          | Niet deelgenomen          | Niet deelgenomen          | Niet deelgenomen          | Niet deelgenomen          | Niet deelgenomen          |
| 2013                   | 9de                       |                           |                           |                           |                           |                           |                           |                           |
| 2018                   | 4de                       |                           |                           |                           |                           |                           |                           |                           |
| Totaal                 | 2/7                       |                           |                           |                           |                           |                           |                           |                           |

 Kampioenen   Runners-up   Derde plaats   Vierde plaats

### Overige toernooien
- Carpathian Trophy 1993: 3de plaats
- Carpathian Trophy 1999: 3de plaats
- Carpathian Trophy 2000: 4de plaats
- Carpathian Trophy 2001: 6de plaats
- Carpathian Trophy 2006: 3de plaats
- Carpathian Trophy 2010: 4de plaats
- Carpathian Trophy 2011: 4de plaats
- Carpathian Trophy 2017: 4de plaats

## Team

### Belangrijke speelsters
Verschillende Macedonische speelsters zijn individueel onderscheiden op internationale toernooien, ofwel als "meest waardevolle speelster", topscoorder of als lid van het All-Star Team.
All-Star Team
- Indira Kastratovic, wereldkampioenschap 1999
- Larisa Ferzalieva, Europees kampioenschap 2000

Topscoorders
- Indira Kastratovic, wereldkampioenschap 1997 (71 goals)